# Pinili
Pinili (Bayan ng Pinili) är en kommun i Filippinerna. Kommunen ligger på ön Luzon, och tillhör provinsen Norra Ilocos. Folkmängden uppgår till 15 903 invånare.

## Barangayer
Pinili är indelat i 25 barangayer.
| - Aglipay - Apatut-Lubong - Badio - Barbar - Buanga - Bulbulala - Bungro - Cabaroan - Capangdanan - Dalayap - Darat - Gulpeng - Liliputen | - Lumbaan-Bicbica - Nagtrigoan - Pagdilao (Pob.) - Pugaoan - Puritac - Sacritan - Salanap - Santo Tomas - Tartarabang - Puzol - Upon - Valbuena (Pob.) |